# Sadao (huyện)
Sadao (tiếng Thái: สะเดา) là một thị xã nhỏ và là một huyện (amphoe) ở kề biên giới với Malaysia, tỉnh tỉnh Songkhla, miền nam Thái Lan.

## Lịch sử
Tên ban đầu của Sadao là Changlun, có nghĩa 'cú rơi của một con voi' trong tiếng Mã Lai. Huyện này đã từng thuộc Changlun, dưới quyền của lãnh chúa Mã Lai vương quốc Hồi giáo Kedah.
Khi Anh quốc và Xiêm La ký kết hiệp ước Anh-Xiêm năm 1909, khu vực Changlun được chia thành hai phần:
- Thị xã chính biên giới Changlun ở huyện Kubang Pasu, bang Kedah thuộc Malaysia;
- Phần kia của Changlun thuộc Xiêm La và đổi tên thành tambon Chang Lon.

Tambon Chang Lon chính thức được nâng cấp thành huyện năm 1917 và đã từng được đổi tên thành Sadao.

## Địa lý
Các huyện giáp ranh (từ phía tây theo chiều kim đồng hồ) là: Khuan Don và Khuan Kalong của tỉnh Satun, Khlong Hoi Khong, Hat Yai, Chana và Na Thawi của tỉnh Songkhla. Phía tây nam là bang Kedah và Perlis thuộc Malaysia.
Huyện này là điểm kết thúc của xa lộ Phetkasem, tuyến đường bộ dài nhất Thái Lan chạy từ Bangkok đến biên giới tại đèo Sadao (Thái Lan) – đèo Bukit Kayu Hitam  (Malaysia).
Padang Besar là một điểm biển giới giữa Thái Lan và Malaysia.

## Hành chính
Huyện này được chia thành 9 phó huyện (tambon), các đơn vị này lại được chia ra thành 67 làng (muban). Thị xã (thesaban mueang) Sadao nằm trên toàn bộ tambon Sadao. Padang Besar là thị xã nằm trên một phần của tambon Padang Besar. Có 2 thị trấn (thesaban tambon) -  Prik và Phang La mỗi đơn vị nằm trên một phần của tambon cùng tên.
| STT. | Tên          | Tên Thái  | Số làng | Dân số |  |
| ---- | ------------ | --------- | ------- | ------ |  |
| 1.   | Sadao        | สะเดา     | -       | 17.870 |  |
| 2.   | Prik         | ปริก       | 11      | 15.666 |  |
| 3.   | Phang La     | พังลา      | 7       | 12.776 |  |
| 4.   | Samnak Taeo  | สำนักแต้ว   | 10      | 13.921 |  |
| 5.   | Thung Mo     | ทุ่งหมอ     | 7       | 7.079  |  |
| 6.   | Tha Pho      | ท่าโพธิ์     | 8       | 6.381  |  |
| 7.   | Padang Besar | ปาดังเบซาร์ | 12      | 23,452 |  |
| 8.   | Samnak Kham  | สำนักขาม   | 7       | 10.485 |  |
| 9.   | Khao Mi Kiat | เขามีเกียรติ | 5       | 5.054  |  |